# Современные известия
Совреме́нные изве́стия полити́ческия, обще́ственныя, церко́вныя, уче́ныя, литерату́рныя, худо́жественныя — ежедневная газета, издававшаяся в Москве с 1 декабря 1867 по 21 октября 1887 года. Издатель-редактор Н. П. Гиляров-Платонов.
В 1867 году Н. А. Основский попросил Гилярова-Платонова стать de jure редактором газеты, которую он собирался издавать, но вскоре отказался от своего замысла, а Гиляров-Платонов, уже подавший прошение, остался и фактическим редактором.
Это была первая в Москве ежедневная газета. Два отдела газеты (внутренние и иностранные известия) составлялись почти исключительно издателем. До 1882 года «Современные известия» шли хорошо, имея много подписчиков; позже дела Гилярова-Платонова пошатнулись (из-за конкуренции «Московского листка»), и газета едва просуществовала до его смерти. Аудиторией газеты были широкие слои малообразованных горожан, включая купцов и мещан.
Было время, когда «Современные известия» были самой распространенной газетой в Москве и весьма своеобразной: с одной стороны, в них печатались политические статьи, а с другой — они с таким же жаром врывались в общественную городскую жизнь и в обывательщину. То громили «Коварный Альбион», то с не меньшим жаром обрушивались на бочки «отходников», беспокоивших по ночам Никиту Петровича Гилярова-Платонова, жившего на углу Знаменки и Антипьевского переулка, в нижнем этаже, окнами на улицу.
Вторым редактором был Ф. А. Гиляров, племянник издателя, печатавший там свои фельетоны и театральные рецензии. Успехом пользовались фельетоны П. А. Сбруева, Н. И. Пастухова, Н. М. Седельникова.